# Rifugio Ceco
Il Rifugio Ceco (in sloveno: Češka koča na Spodnjih Ravneh) è un rifugio situato nel comune di Jezersko in Slovenia, a 1.542 m s.l.m.

## Storia
È chiamato così in onore della popolazione ceca di Praga, e fu costruito nel 1900. Nel 1970 è stato rinnovato, ma l'architettura ceca rimase. È di proprietà del club alpino di Jezersko. Il gestore è stato per oltre 40 anni Andrej Karničar al quale è succeduto per circa dieci anni Tone Karničar, da luglio 2015 invece è Karmen Karničar.

## Percorsi
- 2 h: da Jezersko Spodnji kraj
- 2.30 h: da Jezersko Zgornji kraj
- 2.30 h: da Jezersko Zgornji kraj), passando per Štular Pasture (SL)

## Rifugi nelle vicinanze
- 4.30 h: verso Rifugio Zois ((SL)  (1.793 m), passando per (SL)
- 4 h: verso Rifugio Zois 1.793 m, via passo Mlinar (SL)
- 1 h: verso Rifugio Kranj (SL)  (1.700 m)

## Cime nelle vicinanze
- 3.30 h: Grintovec (2558 m), passando per il passo Mlinar
- 4 h: Grintovec (2558 m), passando per il passo Dolci Notch
- 3.30 h: Jezerska Kočna (2540 m), passando per la strada Kremža
- 3.30 h: Skuta (2532 m), passando per Long Ridge
- 4 h: Skuta (2532 m), passando per Long Ridge